# Samthing Soweto
Samthing Soweto est le nom de scène de l'auteur-compositeur-interprète Samkelo Mdolomba, né à Soweto en Afrique du Sud. Son single Akulaleki, certifié disque d'or, et sa participation à la chanson Akanamali (en) de l'artiste Sun-El Musician (en), contribuèrent à le faire connaître. Il chanta dans le groupe The Soil, puis enregistra son premier album solo paru en 2010, This N That Without Tempo, qui mélange soul et chant a cappella. Il composa son deuxième album en fusionnant afropop et RnB, qu'il intitula Isphithiphithi, sorti en 2019 et certifié disque de platine par la Recording Industry of South Africa.

## Biographie
Né à Protea North, un quartier de Soweto, Samkelo Lelethu Mdolomba passa une partie de son enfance dans le township de Johannesbourg le plus peuplé d'Afrique du Sud. Il est le troisième d'une fratrie de quatre enfants, qui furent tous élevés par sa mère célibataire.
Il fut envoyé chez sa grand-mère au Cap-Oriental mais revint plus tard à Protea North, en raison de problèmes de logement. Dans une interview de The Best T in the city, il déclara « Elle (sa mère) pensa qu'une éducation au Cap-Oriental pouvait m'être bénéfique mais ça n'a pas été le cas. J'y ai perdu du poids, non que ma grand-mère ne s'occupait pas de moi, mais j'ai pleuré tous les jours... C'était trop pour moi donc elle est revenue au bout d'un an ».
Puis il quitta l'école à cause de troubles dyslexiques. Il confia dans une interview à Metro FM : « l'école était vraiment difficile pour moi. C'était un cauchemar mais j'y suis quand même retourné. » Durant son adolescence, il commença à consommer du Mandrax et à commettre divers délits pour échapper à des difficultés qu'il rencontrait chez lui.

### Influences musicales
Avant de rencontrer les membres du groupe The Soil, Samthing Soweto fut arrêté pour vol qualifié dans un cimetière d'Avalon. Sa peine fut allégée et il entra dans un centre de détention pour jeunes à Krugersdorp, West Rand (en). Il y chantait fréquemment avec ses codétenus et découvrit ainsi comment apporter de la créativité au chant a cappella, en empruntant des chansons au kwaito et en les revisitant dans un style appelé Gumba Fire. Il déclara aussi que le chœur masculin Ladysmith Black Mambazo eut une influence sur sa pratique du chant a cappella.

### The Soil
À sa sortie du centre de détention et en retournant finalement à l'école, Samthing Soweto commença à s'intéresser à la chorale scolaire. Elle était dirigée par Buhlebendalo Mda, qui devint plus tard une des choristes de The Soil. En assistant à une performance de la chorale, Samthing Soweto voulut former un groupe, qu'il décrivit comme : « un groupe chantant des chansons, des chansons qu'on peut se permettre de chanter. Je dis « se permettre », car tout était enregistré ou joué avec des instruments, et ça on ne pouvait pas se le permettre, alors j'ai pensé « utilisons nos voix ». »
Ils créèrent donc The Soil, dont les membres rencontrèrent le dirigeant de la société Native Rhythms, Sipho Sithole, qui les fit signer sur son label. Après avoir signé et commencé le projet, Samthing Soweto se mit à apprendre comment produire de la musique, et composa son premier album studio en solo, This N That Without Tempo.

### The Fridge
Lorsque Samthing Soweto quitta The Soil, il continua la musique avec le trio de nu jazz The Fridge, composé d'un batteur, Adebayo Omotade, d'un bassiste, Mothusi Thusi, et de lui-même au chant. Le groupe sortit un minialbum au format numérique, intitulé Bass Drum & Sam.

### Années2010, projets solo
En 2013, Samthing Soweto participa en tant que producteur et chanteur à l'album de poésie sud-africaine (en) de l'artiste Makhafula Vilakazi, intitulé I Am Not Going Back To The Township. Après son premier album studio This N That Without Tempo, paru le 6 août 2010, il sortit son premier minialbum, intitulé Eb'suku, le 4 janvier 2014. Afin d'en faire la promotion, il joua en tête d'affiche de l'édition 2014 du Joy of Jazz Festival, comme membre de la formation Sounds of Democracy. Il joua aussi au Rocking Daisies Festival qui se déroula du 2 au 5 octobre 2014 au Cap, Cap-Occidental. La même année, il interpréta le générique de la série Rhythm City (en).
En 2015, il apparut dans l'émission musicale Coke Studio Africa, sponsorisée par Coca-Cola, aux côtés de l'artiste Spoek Mathambo (en). Mais c'est en mai 2017 qu'il connut un plus grand succès en participant à la chanson Akanamali de l'artiste Sun-El Musician. La chanson reçut un South African Music Award pour la Meilleure Collaboration, un prix de la South African Music Performance Rights Association pour le titre le plus diffusé, et un prix de la Southern African Music Rights Organisation (en) pour le titre le plus diffusé, à la 24ème édition des South African Music Awards (en).
Son deuxième album studio, intitulé Isphitiphithi, parut le 20 septembre 2019. L'album battit le record du nombre d'utilisateurs le plus élevé qui le pré-ajoutèrent au service sud-africain de streaming Apple Music avant sa sortie, record auparavant détenu par Billie Eilish.
Il sortit quatre singles pour cet album, dont Akulaleki (featuring Sha Sha (en)) qui atteignit la première place du classement local Apple Music et fut certifié disque d'or. Lors de la 26ème cérémonie des South African Music Awards (en), Isphitiphithi reçut le prix du Meilleur Album Afropop.

### Années2020
Samthing Soweto sortit un nouveau minialbum intitulé Danko! le 11 décembre 2020,. En mars 2022, il dévoila un extrait de son single Amagents sur son compte Instagram. La chanson parut le 24 juin 2022 et atteignit la première place du classement Apple Music sud-africain à sa sortie. Elle fut certifiée disque d'or en Afrique du Sud. En juillet de la même année, il commença une tournée intitulée Now or Never (Maintenant ou Jamais) en annonçant deux dates, dans la municipalité de Tshwane et au Cap.

## Discographie

### Albums studio
| Titre                     | Détails                                                                                     | Disque de certification |
| ------------------------- | ------------------------------------------------------------------------------------------- | ----------------------- |
| This N That Without Tempo | - Sortie : 6 août 2010 - Label : indépendant - Formats : téléchargement numérique, CD       |                         |
| Isphithiphithi            | - Sortie : 20 septembre 2019 - Label : indépendant - Formats : téléchargement numérique, CD | RiSA : Platine          |

### Minialbums
- Eb'suku, 4 janvier 2014
- Danko!, 11 décembre 2020

## Distinctions
| Distinctions             | Année | Catégorie                                                    | Résultats | Réf.   |
| ------------------------ | ----- | ------------------------------------------------------------ | --------- | ------ |
| SAMA 26                  | 2020  | Meilleur Album Afropop                                       | remporté  | [ 28 ] |
| SA Amapiano Music Awards | 2021  | Meilleure Performance Vocale Amapiano Live                   | nommé     | ,      |
| SA Amapiano Music Awards | 2021  | Meilleur Chanteur Amapiano                                   | nommé     | ,      |
| SA Amapiano Music Awards | 2021  | Meilleure Collaboration Amapiano                             | nommé     | ,      |
| All Africa Music Awards  | 2022  | Meilleur Artiste Masculin de Musique d'Inspiration Africaine | nommé     | [ 31 ] |